# Andonios Jeorgulis
Andonios Jeorgulis (gr. Αντώνιος Γεωργούλης; ur. 25 maja 1928) – grecki zapaśnik, uczestnik Igrzysk Olimpijskich w 1952 i 1956 roku.
Szósty na mistrzostwach świata w 1953. Wicemistrz igrzysk śródziemnomorskich w 1951 roku.

## Letnie Igrzyska Olimpijskie 1952
| Konkurencja                | Runda grupowa          | Runda grupowa         | Runda grupowa          | Runda grupowa                  | Runda grupowa                  | Runda grupowa                  | Finał                          | Klas. końcowa |
| Konkurencja                | Przeciwnik I           | Przeciwnik II         | Przeciwnik III         | Przeciwnik IV                  | Przeciwnik V                   | Przeciwnik VI                  | Finał                          | Miejsce       |
| -------------------------- | ---------------------- | --------------------- | ---------------------- | ------------------------------ | ------------------------------ | ------------------------------ | ------------------------------ | ------------- |
| styl klasyczny ponad 87 kg | Adolfo Ramírez (ARG) W | Willi Waltner (DEU) L | Alexandru Șuli (ROU) L | → Odpadł z dalszej rywalizacji | → Odpadł z dalszej rywalizacji | → Odpadł z dalszej rywalizacji | → Odpadł z dalszej rywalizacji | 6.            |

## Letnie Igrzyska Olimpijskie 1956
| Konkurencja                | Runda grupowa         | Runda grupowa        | Runda grupowa             | Runda grupowa                  | Runda grupowa                  | Runda grupowa                  | Finał                          | Klas. końcowa |
| Konkurencja                | Przeciwnik I          | Przeciwnik II        | Przeciwnik III            | Przeciwnik IV                  | Przeciwnik V                   | Przeciwnik VI                  | Finał                          | Miejsce       |
| -------------------------- | --------------------- | -------------------- | ------------------------- | ------------------------------ | ------------------------------ | ------------------------------ | ------------------------------ | ------------- |
| styl klasyczny ponad 87 kg | Joseph Zammit (AUS) W | Hamit Kaplan (TUR) L | Adelmo Bulgarelli (ITA) L | → Odpadł z dalszej rywalizacji | → Odpadł z dalszej rywalizacji | → Odpadł z dalszej rywalizacji | → Odpadł z dalszej rywalizacji | 7.            |